# Anomiopus virescens
Anomiopus virescens är en skalbaggsart som beskrevs av John Obadiah Westwood 1842. Anomiopus virescens ingår i släktet Anomiopus och familjen bladhorningar. Inga underarter finns listade i Catalogue of Life.